# Hőkapacitás
Egy rendszer hőkapacitása megadja, hogy mennyi hőt (Q) kell közölni a rendszerrel, hogy hőmérséklete (T) egy kelvinnel emelkedjék. Jele: C, mértékegysége: J/K. Matematikailag megfogalmazva: a hőmennyiség hőmérséklet szerinti differenciálhányadosa.
{\displaystyle C={\frac {\delta Q}{\mathrm {d} T}}}.
A hőközlés kétféle módon történhet: vagy állandó térfogaton (izochor folyamatban), vagy állandó nyomáson (izobár folyamatban). Az állandó nyomáson tartott rendszer hőkapacitása mindig nagyobb, mint az állandó térfogatú rendszeré. Az eltérés gyakorlati szempontból csak légnemű anyagot tartalmazó rendszer esetében jelentős. Kondenzált rendszerek esetén elhanyagolhatóan kicsi.
Ha a rendszerrel állandó térfogaton közlünk hőt, az a rendszert alkotó részecskék – atomok, molekulák – belső energiájának (U) a növekedésére fordítódik. Ha viszont a hőközlés állandó nyomáson történik, akkor a hőközlés során bekövetkező hőmérséklet-változás nemcsak a részecskék mozgási energiáját növeli, hanem a rendszer hőtágulását, térfogat-növekedését is eredményezi, ami térfogati munka végzésével jár (A két energia összegét nevezzük entalpiának  (H)).
A térfogatváltozás miatt állandó nyomáson mindig nagyobb hőt kell közölni ugyanazon rendszerrel, mint állandó térfogaton, hogy azonos nagyságú hőmérséklet-növekedést érjünk el. A fentebb vázolt okok miatt kétféle hőkapacitást definiálunk.

## Állandó térfogaton mért hőkapacitás
Az állandó térfogaton mért hőkapacitást a belső energia (U) hőmérséklet szerinti differenciálhányadosaként az alábbi kifejezés definiálja:
{\displaystyle C_{V}=\left({\frac {\partial U}{\partial T}}\right)_{V},} [J/K]

## Állandó nyomáson mért hőkapacitás
Az állandó nyomáson mért hőkapacitást az entalpia (H) hőmérséklet szerinti differenciálhányadosaként az alábbi kifejezés definiálja:
{\displaystyle C_{p}=\left({\frac {\partial H}{\partial T}}\right)_{p},} [J/K]

## Fajlagos és moláris hőkapacitás
A fajlagos hőkapacitás (más néven fajhő), megadja, hogy mennyi hőt kell közölni egységnyi tömegű anyaggal ahhoz, hogy a hőmérséklete egy fokkal megemelkedjék. Jele: c, mértékegysége: J/(kg·K). Matematikailag megfogalmazva:
{\displaystyle c={\frac {\delta Q}{m\mathrm {d} T}}},
ahol m a rendszer tömege.
A moláris hőkapacitás (régi nevén mólhő), megadja, hogy mennyi hőt kell közölni egységnyi anyagmennyiségű anyaggal ahhoz, hogy a hőmérséklete egy fokkal megemelkedjék. Jele: Cm, mértékegysége: J/(mol·K). Matematikailag megfogalmazva:
{\displaystyle C_{\mathrm {m} }={\frac {\delta Q}{n\mathrm {d} T}}},
ahol n a rendszer anyagmennyisége.
Mind a fajlagos, mind pedig a moláris hőkapacitás értelmezhető állandó térfogaton (Cv) és állandó nyomáson  (Cp). Gyakrabban az állandó nyomáson mért hőkapacitásokat használjuk, mivel a gyakorlatban a hőközlés is állandó (légköri) nyomáson történik.
Tökéletes gázok esetében a kétféle moláris hőkapacitás közötti különbség az egyetemes gázállandó értékével egyenlő:
{\displaystyle C_{p}-C_{v}=R\ =8,314} J/mol·K

## Néhány anyag fajlagos és moláris hőkapacitása
| Anyag                                | Halmazállapot    | cp kJ kg−1 K−1 | Cm J mol−1 K−1 | Cv J mol−1 K−1 |
| ------------------------------------ | ---------------- | -------------- | -------------- | -------------- |
| Levegő (Tengerszinten, száraz, 0 °C) | gáz              | 1,0035         | 29,07          |                |
| Levegő (szobahőmérsékleten)          | gáz              | 1,012          | 29,19          |                |
| Alumínium                            | szilárd          | 0,897          | 24,2           |                |
| Ammónia                              | folyadék         | 4,700          | 80,08          |                |
| Argon                                | gáz              | 0,5203         | 20,7862        | 12,4717        |
| Berillium                            | szilárd          | 1,82           | 16,4           |                |
| Réz                                  | szilárd          | 0,385          | 24,47          |                |
| Gyémánt                              | szilárd          | 0,5091         | 6,115          |                |
| Etanol                               | folyadék         | 2,44           | 112            |                |
| Benzin                               | folyadék         | 2,22           | 228            |                |
| Arany                                | szilárd          | 0,1291         | 25,42          |                |
| Grafit                               | szilárd          | 0,710          | 8,53           |                |
| Hélium                               | gáz              | 5,1932         | 20,7862        | 12,4717        |
| Hidrogén                             | gáz              | 14,30          | 28,82          |                |
| Vas                                  | szilárd          | 0,450          | 25,1           |                |
| Lítium                               | szilárd          | 3,58           | 24,8           |                |
| Higany                               | folyadék         | 0,1395         | 27,98          |                |
| Nitrogén                             | gáz              |                | 29,12          | 20,8           |
| Neon                                 | gáz              | 1,0301         | 20,7862        | 12,4717        |
| Oxigén                               | gáz              | 0,918          | 29,38          |                |
| Szilícium-dioxid                     | szilárd          | 0,703          | 42,2           |                |
| Urán                                 | szilárd          | 0,116          | 27,7           |                |
| Víz                                  | gőz (100 °C)     | 2,080          | 37,47          | 28,03          |
| Víz                                  | folyadék (25 °C) | 4,1813         | 75,327         | 74,53          |
| Víz                                  | szilárd (0 °C)   | 2,114          | 38,09          |                |
|                                      |                  |                |                |                |

Minden adat 25 °C-on mérve, hacsak nincs külön jelölve.
Jelentős minimum- és maximumértékek bordóval jelölve.